# Mxmtoon
Maia, conocida profesionalmente como mxmtoon, es una cantautora y YouTuber estadounidense. Su música se caracteriza por letras confesionales y emocionalmente transparentes y, a menudo, emplea el ukelele. Lanzó su primer EP, Plum Blossom, en el 2018; su álbum debut, The Masquerade, se lanzó en septiembre de 2019. A esto le siguieron los EP gemelos Dawn and Dusk en 2020, y el segundo álbum de estudio Rising, que se lanzó el 20 de mayo de 2022.
Maia comenzó a publicar canciones en secreto en 2017, antes de que el tamaño de su presencia en línea se volviera demasiado sustancial como para ocultarlo. Además de estar involucrada con la música, Maia es streamer en Twitch, ha creado un podcast y ha lanzado dos novelas gráficas. Ha colaborado con artistas como Cavetown y Chloe Moriondo y reside en Brooklyn, Nueva York.

## Imagen pública
Maia ha sido acreditada en las críticas de NPR por tener una "presencia entrañablemente íntima". Su música ha sido descrita como "cálidas melodías folk-pop con ornamentaciones acústicas, mezclado con un lirismo agudo y melodías vanguardistas y extravagantes similares a las de Fiona Apple o PJ Harvey" y un arte que "explora temas como las pruebas del amor, siendo una carga para quienes están cerca de ti". y conectarse con la herencia de su familia". Joshua Bote de Paste escribió que Maia "podría ser la compositora que una nueva generación necesita", y señaló que está "hecha para estos tiempos" y está "armada con un ukelele", un encanto sardónico y experto en redes sociales;" Continuó describiéndola como "muy, muy buena en Internet".
Grant Rindner de Nylon escribió: "Con el compromiso de cubrir temas que rara vez escucha abordados por otros artistas y una profunda comprensión de cómo vincularse con su audiencia, ha emergido como una cantautora encantadora con la que se puede identificarse y una plataforma enorme". 55] Después de asistir a la actuación de Maia en el Gramercy Theatre, Briana Younger de The New Yorker escribió: "Cantó sobre los problemas rutinarios de la escuela secundaria, como las dudas paralizantes y el amor no correspondido, con una sofisticación emocional que nos recordó que hay algunos cosas que nunca superamos." [56] Joe Coscarelli del New York Times comparó el estilo pop de dormitorio de Maia con el de Girl in Red, Clairo y Beabadoobee, así como con la "simplicidad" folk-pop de Regina Spektor y The Moldy Peaches; la describió como un personaje "que rebosa seriedad y risas", y su aumento en popularidad como el ensamblaje de "un mini imperio independiente de bricolaje casi por accidente".

## Arte

### Influencias
Maia ha citado a Arctic Monkeys, The Black Keys, Sufjan Stevens y Elliott Smith como sus influencias. También ha acreditado la inspiración de artistas femeninas, como Clairo.

## Vida personal
Maia es una mujer bisexual de color proveniente de una familia de inmigrantes y actualmente vive en Brooklyn, Nueva York, donde escribe, graba y produce su propia música desde su casa que comparte con su hermano menor. Se graduó de la escuela secundaria en 2019. En la juventud de Maia, sus padres tocaban R&B y hip-hop, incluidos Salt-N-Pepa y A Tribe Called Quest, que todavía escucha "por nostalgia".
A Maia le han diagnosticado un trastorno disfórico premenstrual; En 2021, se asoció con Kotex, una marca que vende productos de higiene menstrual, para hablar sobre su experiencia al vivir con este trastorno.

## Discografía
- 2019: The Masquerade[7]
- 2022: Rising[8]